# جينا كينغزبيري
جينا كينغزبيري هي لاعبة هوكي الجليد كندية، ولدت في 26 نوفمبر 1981 في ساسكاتشوان في كندا.

## وصلات خارجية
- جينا كينغزبيري على موقع EliteProspects.com (الإنجليزية)
- جينا كينغزبيري على موقع Eurohockey.com (الإنجليزية)
- جينا كينغزبيري على موقع اللجنة الأولمبية الدولية (الإنجليزية)
- جينا كينغزبيري على موقع أوليمبيديا (الإنجليزية)
- جينا كينغزبيري على موقع اللجنة الأولمبية الكندية (الإنجليزية)